# Югозеро
Югозеро — пресноводное озеро на территории Девятинского сельского поселения Вытегорского района Вологодской области.

## Физико-географическая характеристика
Площадь озера — 0,7 км². Располагается на высоте 181,8 метров над уровнем моря.
Форма озера лопастная, продолговатая: оно почти на два километра вытянуто с северо-запада на юго-восток. Берега каменисто-песчаные, местами заболоченные.
С севера впадает, а с запада вытекает река Юга, впадающая в реку Андому, впадающую, в свою очередь, в Онежское озеро.
В бассейн Югозера входит Струкозеро и впадающий в него Пехручей.
Острова на озере отсутствуют.
К юго-востоку от озера проходит автодорога местного значения.
Населённые пункты вблизи водоёма отсутствуют.
Код объекта в государственном водном реестре — 01040100611102000019838.
В XX веке считалось истоком реки Юга.